# ارکوله گوالاتزینی
ارکوله گوالاتزینی (ایتالیایی: Ercole Gualazzini؛ زادهٔ ۲۲ ژوئن ۱۹۴۴) دوچرخه‌سوار اهل ایتالیا است.